# Шахта імені М. І. Сташкова
ДВАТ «Шахта імені М. І. Сташкова». Входить до ДХК «Павлоградвугілля». Розташована у місті Шахтарське, Дніпропетровської області.
Стала до ладу у 1982 р. з проектною потужністю 1,5 млн т вугілля на рік. Середньодобовий видобуток 5076/3156 т (1990/1999). У 2003 р. видобуто 1301 тис.т. вугілля.
Шахтне поле розкрите 2-а вертикальними центрально-здвоєними стволами та квершлаґами.
Шахта ІІ категорії за газом метаном, небезпечна щодо вибуху вугільного пилу. Відпрацьовує пласти с10, с6, с5 потужністю 0,7-1,1 м з кутами падіння 2-5°. Максимальна глибина робіт 300 м. Протяжність підземних виробок 87,1/104,5 км (1990/1999). Кількість очисних вибоїв 9/9, підготовчих 40/28.
Основні засоби механізації очисних робіт — комплекси КД-80. Виїмкові комбайни 1К-101У, КА-80, підготовчих комбайни — 4ПП-2, ГПКС. Кількість працюючих: 2826/3028 осіб, з них підземних 1850/2087 осіб (1990/1999). Розвиток гірничих робіт на найближчі роки передбачається за рахунок розкриття і підготовки похилого поля західного крила пласта с5, підготовки похилого поля пласта с5, підготовки східного крила пластів с5 і с6.
Адреса: 52800, м. Шахтарське, Дніпропетровська область.